# Кости из Тускании
Кости из Тускании (CIE 11115, TLE 197a, ET¹ AT 0.14, ET² Vc 0.73 — первая кость; CIE 11116, TLE 197b, ET¹ AT 0.15, ET² Vc 0.74 — вторая кость) — пара игральных костей из слоновой кости, найденных в 1848 году в городе Тускания, на которых по-этрусски написаны названия чисел от 1 до 6. Это одно из основных свидетельств относительно числительных в этрусском языке.
На гранях кубиков нанесены надписи θu, zal, ci, huθ, maχ и śa, при этом на противоположных гранях размещены пары θu — huθ, zal — maχ, ci — śa.
На основании других надписей считается общепризнанным, что θu, zal, ci и maχ означают «один», «два», «три» и «пять». Следовательно, huθ и śa должны обозначать «четыре» и «шесть», но вопрос о том, что есть что, остаётся открытым.
Этрусские игральные кости, помеченные точками, имеют два варианта расположения цифр: более старый (1:2, 3:4, 5:6), каждая пара которого отличается на единицу, и более новый (1:6, 2:5, 3:4), каждая пара которого в сумме даёт семь (ныне этот вариант используется повсеместно). В обоих вариантах цифры 3 и 4 расположены напротив друг друга, поэтому śa, которое стоит напротив ci «три», должно быть, по-этрусски означает «четыре».
Однако этот вывод противоречит длинному ряду доказательств того, что śa — это «шесть», а huθ — «четыре».